# Ronald George Wreyford Norrish
Ronald George Wreyford Norrish (Cambridge, Inglaterra, 9 de noviembre de 1897 - Cambridge, 7 de junio de 1978) fue un químico y profesor universitario inglés galardonado con el Premio Nobel de Química en 1967 «por sus investigaciones sobre las reacciones químicas rápidas, causadas por destrucción del equilibrio químico provocado por un rápido impulso energético».

## Biografía
Nació el 9 de noviembre de 1897 en la ciudad de Cambridge, situada en el condado de Cambridgeshire. Estudió química en la Universidad de Cambridge, donde se doctoró en 1925. En 1930 fue nombrado profesor de química en la misma universidad, de la cual pasó a ser catedrático en 1935, cargo que ocupó hasta su jubilación el 1963.
Miembro de la Royal Society de Londres desde 1936, murió el 7 de junio de 1978 en su residencia de Cambridge.

## Investigación científica
Inició su búsqueda científica alrededor de la fotoquímica y la cinética química, realizando estudios conjuntos con George Porter, y concretamente en las comunicaciones ultrasónicas y las reacciones químicas rápidas, la fabricación de acumuladores de energía eléctrica para automóviles y la estructura molecular de ciertos plásticos.
En 1967 fue galardonado, junto con su colaborador Porter y el alemán Manfred Eigen, con el Premio Nobel de Química «por sus investigaciones sobre las reacciones químicas rápidas, causadas por destrucción del equilibrio químico provocado por un rápido impulso energético».
Fue galardonado en 1958 con la medalla Davy, concedida por la Royal Society «en reconocimiento a su destacada labor en cinética química, especialmente en fotoquímica».